# Le Rêve (film, 1921)
Pour les articles homonymes, voir Le Rêve.
Pour plus de détails, voir Fiche technique et Distribution.
Le Rêve est un film français muet réalisé par Jacques de Baroncelli, sorti en 1921.

## Fiche technique
- Titre : Le Rêve
- Réalisation : Jacques de Baroncelli
- Scénario : d'après une œuvre d'Émile Zola
- Décors : Fernand Delattre
- Photographie : Alphonse Gibory
- Société de production : Vandal & Delac
- Pays de production : France
- Format : Noir et blanc - Muet - 1,33:1 - 35 mm
- Genre : Romance, Drame
- Durée : 70 minutes
- Date de sortie : 
  - France : 15 avril 1921

## Distribution
- Gabriel Signoret : Monseigneur d'Hautecœur
- Andrée Brabant : Angélique
- Éric Barclay : 	Félicien
- Suzanne Bianchetti
- Maurice Chambreuil : Hubert
- Jeanne Delvair : Hubertine
- Paul Jorge
- Henri Janvier : L'abbé Cornille

## Commentaires
Première adaptation par Baroncelli de l'œuvre d'Émile Zola, le réalisateur en tira une seconde version dix ans plus tard : voir Le Rêve.